# 소련중앙텔레비전

초기의 소련의 테스트 카드(TIT-0249BIS, ТИТ-0249бис).

모스크바의 오스탄키노 타워

소련중앙텔레비전[러시아어: Центральное телевидение СССР, TB CCCP(ЦТ СССР)]은 소련의 방송국이다.
소련의 TV 프로그램은 다양성이 높았으며 BBC나 일본의 NHK의 것과 다소 유사하다. 다수의 소련 매체처럼 TB CCCP은 소련공산당의 의제를 선전하였다.

## 역사
라디오는 소련의 저명한 매체였으나 1930년대에 텔레비전 방송 준비가 최고조에 다달았다.
1934년 10월 1일, 최초의 텔레비전 수상기가 대중에게 판매되었다. 이듬해에 최초의 텔레비전 방송이 시작되었다.
소련의 텔레비전 서비스는 1938년 3월 1일 풀 타임으로 시험 방송을 시작했다.
USSR 텔레비전 서비스는 1945년 5월 7일 시험 방송을 개시하였다.
소련 해체로 인해 1991년 소련중앙텔레비전은 해체되었다.

## 방송 채널
- 소련중앙텔레비전 1 (1938년~1991년)
- 소련중앙텔레비전 2 (1956년~1991년)